# Joannes Cieremans

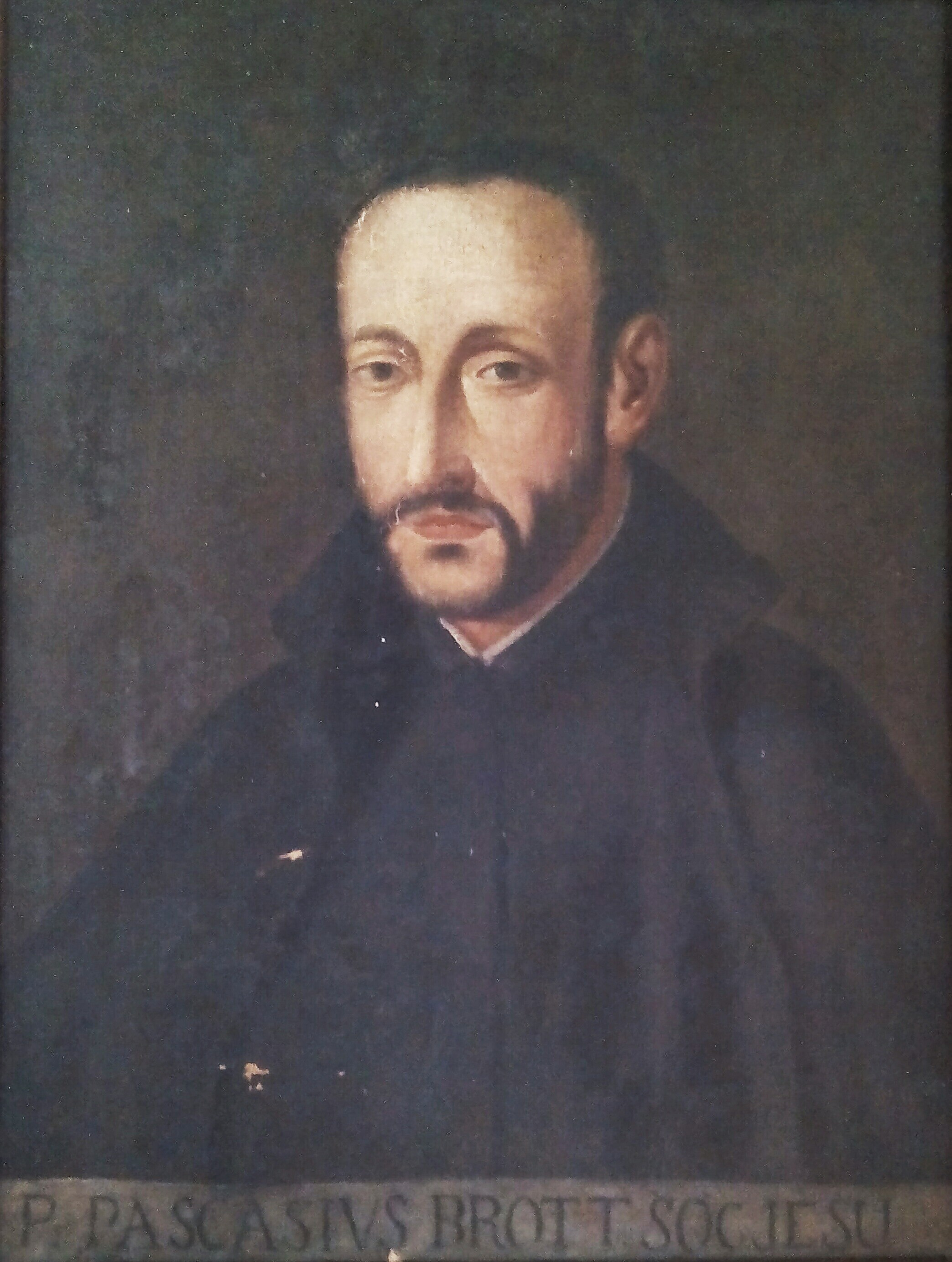
Retrato de Joannes Cieremans presente no Museu Militar do Forte de Santa Luzia em Elvas

Joannes Cieremans, também referido em Portugal como João Pascácio Cosmander ou simplesmente Cosmander ('s-Hertogenbosch, 7 de abril de 1602 — Olivença, 18 de junho de 1648), foi um matemático, engenheiro-militar e arquitecto neerlandês, membro da Companhia de Jesus.

## Biografia
No contexto da Restauração da independência portuguesa, a partir de 1640, ante a iminência de uma invasão espanhola, impôs-se a completa reestruturação das fortificações fronteiriças de Portugal, adaptando-se as estruturas ainda medievais às exigências da artilharia da época.
Neste contexto, Cosmander foi convidado por João IV de Portugal a trabalhar no país, tendo aceitado o cargo com a patente de Coronel de Engenheiros do Exército Português. Por essa altura também terá sido professor na “Aula da Esfera”, no Colégio de Santo Antão.
Após o início das hostilidades com a Espanha, estando os melhores fortificadores do país em serviço no Ultramar, Cosmander era o melhor especialista no reino, tendo sido encarregado, pelo Conselho de Guerra, de inspecionar o estado das fortificações de Lisboa e Setúbal.
São provavelmente de sua autoria a traça de duas das principais fortificações iniciadas para a defesa de Lisboa - o Forte de São João das Maias, o Forte de São Pedro de Paço de Arcos e o Forte de Santiago de Sesimbra, tendo trabalhado ainda nas obras do Forte de Santiago do Outão.
Em 1643 encontrava-se já no Alentejo para onde fora enviado com Philipe Guitau e Rui Correia Lucas, na qualidade de engenheiro da província do Alentejo, constituindo uma Junta para disporem do que fosse necessário para a fortificação daquela província. A sua obra-prima é a Praça-forte de Elvas, que desenhou e construiu, tendo-se também distinguido na sua defesa, após o que foi nomeado Superintendente das Fortificações, o que lhe deu ascendência sobre os demais engenheiros, nomeadamente o Engenheiro-mor do Reino, Charles Lassard, que era considerado menos competente que Cosmander.
No Alentejo trabalhou nas seguintes fortificações:
- Évora (Forte de Santo António da Piedade?)
- Praça-forte de Estremoz
- Portas e baluartes da segunda linha de fortificações (Estremoz) (século XVII)
- Praça-forte de Olivença
- Praça-forte de Campo Maior
- Castelo de Vide
- Fortaleza de Juromenha, cujos trabalhos foram iniciados e suspensos devidos aos elevados custos e às dificuldades técnicas que se materializaram.

Entretanto, como era bastante criticado pelos seus pares religiosos pelos seus serviços militares, em 1646 deixa de ser padre e sai da Companhia de Jesus.
Depois, em 1647, quando trabalhando nas obras da Praça-forte de Olivença, foi surpreendido pelos espanhóis quando se deslocava de Estremoz para Elvas, para o lado dos quais se passou, em ato de traição à Coroa portuguesa. Dirigindo em seguida ataque contra os portugueses em Olivença, então governada por D. João Telo de Meneses, foi atingido mortalmente por um tiro, ao tentar forçar uma porta que sabia mais fácil de entrar, a 18 ou 20 de Junho de 1648.